# SCOC
SCOC (англ. Short coiled-coil protein) – білок, який кодується однойменним геном, розташованим у людей на 4-й хромосомі. Довжина поліпептидного ланцюга білка становить 159 амінокислот, а молекулярна маса — 18 045.
| 10         |  | 20         |  | 30         |  | 40         |  | 50         |
| ---------- |  | ---------- |  | ---------- |  | ---------- |  | ---------- |
| MRRRVFSSQD |  | WRASGWDGMG |  | FFSRRTFCGR |  | SGRSCRGQLV |  | QVSRPEVSAG |
| SLLLPAPQAE |  | DHSSRILYPR |  | PKSLLPKMMN |  | ADMDAVDAEN |  | QVELEEKTRL |
| INQVLELQHT |  | LEDLSARVDA |  | VKEENLKLKS |  | ENQVLGQYIE |  | NLMSASSVFQ |
| TTDTKSKRK  |  |            |  |            |  |            |  |            |

A: Аланін

C: Цистеїн

D: Аспарагінова кислота

E: Глутамінова кислота

F: Фенілаланін

G: Гліцин

H: Гістидин

I: Ізолейцин

K: Лізин

L: Лейцин

M: Метіонін

N: Аспарагін

P: Пролін

Q: Глутамін

R: Аргінін

S: Серин

T: Треонін

V: Валін

W: Триптофан

Задіяний у такому біологічному процесі, як альтернативний сплайсинг. 
Локалізований у цитоплазмі, мембрані, апараті гольджі.